# Jervois Glacier Waterfalls
Die Jervois Glacier Waterfalls sind ein mehrstufiger Wasserfall im Fiordland-Nationalpark auf der Südinsel Neuseelands. Er wird durch das Schmelzwasser des Jervoir-Gletschers gespeist, der in einem Kar unterhalb des Gipfels des 1990 m hohen Mount Elliot liegt. Seine Fallhöhe beträgt rund 150 Meter. Der Wasserfall ist ein Zulauf des Roaring Burn, der einige hundert Meter hinter ihm in den Arthur River mündet.
Die dritte Tagesetappe des Milford Track zwischen der Mintaro Hut und der Dumpling Hut führt in etwa einer Stunde Gehzeit nach dem Omanui / McKinnon Pass am Wasserfall vorbei.